# Something to Give Each Other
Something to Give Each Other es el tercer álbum de estudio del cantante y compositor australiano Troye Sivan. Fue lanzado mundialmente el 13 de octubre de 2023 por EMI Music Australia y Capitol Records en Estados Unidos, siendo el primer álbum de Sivan en cinco años, después de Bloom (2018). Incluye una colaboración con el músico español Guitarricadelafuente.
El álbum recibió aclamación universal por parte de los críticos. Fue precedido por su sencillo principal «Rush», que lideró las listas en Israel e ingresó en el top 10 en Irlanda, Croacia, Japón, Letonia, Lituania y Rusia. El segundo sencillo, «Got Me Started», también ingresó en las listas en nueve regiones, incluyendo Australia y el Reino Unido. Un tercer sencillo, «One of Your Girls», fue lanzado simultáneamente con el álbum. Este álbum se convirtió en el más exitoso comercialmente para Sivan, siendo su primer álbum y segundo proyecto en liderar el ARIA Chart en su Australia natal, además de alcanzar el top 10 en Alemania, los Países Bajos y el Reino Unido. También llegó al número uno en la lista Dance/Electronic Albums de los Estados Unidos.
En los J Awards de 2023, el álbum fue nominado para el álbum del año en Australia, mientras que «Rush» fue nominado para la mejor grabación de pop dance y el mejor vídeo musical en la 66.ª edición de los Premios Grammy, marcando las primeras nominaciones de Sivan. El álbum también recibió una nominación para el Australian Music Prize de 2023.

## Antecedentes
Sivan anunció el lanzamiento del álbum el 9 de junio de 2023 en Instagram junto a un clip que lo mostraba a lo largo de diferentes años en una televisión, comenzando con su primera subida a YouTube y terminando con un teaser para el video musical del entonces próximo sencillo principal del álbum «Rush». Sivan declaró en el pie de foto del post que había estado preparando el álbum durante más de cinco años entre diversos compromisos, como su gira Bloom tour y la serie de televisión The Idol, en la que tenía un papel protagonista.

Sivan anunció el nombre del álbum y la fecha de lanzamiento y desveló el arte de la portada el 13 de julio de 2023 en las redes sociales.

## Portada
La portada del álbum muestra a Sivan sonriendo con la cabeza entre las piernas de un amigo. Sivan declaró que quería sonreír para la portada del álbum, pero no sonrió durante todo el día de la sesión de fotos porque se sentía incómodo sonriendo y no quería que su sonrisa pareciera falsa. La toma utilizada para la portada del álbum se captó cuando el amigo de Sivan se arrodilló y le hizo cosquillas en las costillas, lo que provocó una sonrisa genuina.
Debido al carácter sugerente de la portada, países como Arabia Saudí e Indonesia, así como países de Europa del Este, la sustituyeron por la ilustración de «Rush», que muestra un primer plano de Sivan.

## Crítica
Something to Give Each Other recibió una puntuación de 88 sobre 100 en el agregador de reseñas Metacritic basado en cuatro reseñas de críticos, lo que indica «aclamación universal». Ben Beaumont-Thomas de The Guardian lo calificó como «uno de los álbumes pop más distintivos del año» y mientras «hay más tempos altos, pero donde Rush era claustrofóbico y orgiástico, otras pistas dan a Sivan más espacio para moverse». Sal Cinquemani de Slant Magazine escribió que el álbum «encuentra a Sivan más viejo, más audaz y, durante gran parte de su duración, impenitentemente cachondo» y lo que «le falta de conmovedor, sin embargo, lo compensa con la alegría con la que abraza el placer queer».
En su reseña del álbum para Clash, Lauren Dehollogne opinó que «una ola de burbujeante emoción y desafiante energía es palpable a lo largo de Something to Give Each Other, pero de alguna manera cada transición transcurre suavemente y ni una sola pista se siente fuera de lugar» y «cada pista [. ..] puede evocar una risa, una sonrisa, una lágrima o un grito ahogado». Nick Levine de NME opinó que, aparte de «Rush», «el álbum es principalmente midtempo, aunque con una paleta sónica ligeramente más cálida y difusa que los álbumes anteriores de Sivan». Concluyó que es «un álbum pop sorprendentemente vital cargado de amor, lujuria, sudor y arrepentimiento».

## Rendimiento comercial
Something to Give Each Other debutó en el número uno en Australia, convirtiéndose en el álbum de estudio más vendido de Sivan en su país de origen. Se estrenó en el número 20 de la lista estadounidense Billboard 200 con 31.000 unidades equivalentes a un álbum, incluyendo 16.000 ventas de álbumes puras. 

## Personal
Músicos
- Troye Sivan - voz (todos los temas), coros (temas 2, 3, 5, 6, 9, 10)
- Zhone - voz, coros (1, 9)
- Adam Novodor - coros (1, 9)
- Álex Chapman - coros (1, 9)
- Oscar Görres - bajo, batería, percusión, programación (2, 3, 5, 6, 9, 10); guitarra (2, 3, 5, 6, 9), teclados (2, 3, 6, 9, 10), coros (2, 3, 6), timbales (3), arreglos de cuerda (4); órgano, piano (5)
- Jason Minnaar - palabra hablada (2)
- Santa Ouhamou Portillo - palabra hablada (2)
- Sofia Gallini - palabra hablada (2)
- David Bukovinszky - violonchelo (4)
- Mattias Bylund - arreglo de cuerda, sintetizador (4)
- Karl Guner - sintetizador (4)
- Hanna Helgegren - violín (4)
- Mattias Johansson - violín (4)
- Guitarricadelafuente - voz (4)
- Styalz Fuego - teclados, programación (9)
- A. G. Cook - teclados (10)
- Henki Skidu]] - saxofón (10)

Técnicos
- Randy Merrill - masterización
- Alex Ghenea - mezcla (1, 4, 7-9)
- Serban Ghenea - mezcla (2, 3, 5, 6, 10)
- John Hanes - mezcla inmersiva ingeniería
- Bryce Bordone - ingeniería (2, 3, 5, 6, 10)

## Charts
| Chart (2023)                             | Peak position |
| ---------------------------------------- | ------------- |
| Australia (ARIA)                         | 1             |
| Austria (Ö3 Austria)                     | 30            |
| Bélgica (Ultratop flamenca)              | 7             |
| Bélgica (Ultratop valona)                | 17            |
| Canadá (Billboard Canadian Albums)       | 29            |
| Croacia (HDU)                            | 5             |
| Dinamarca (Hitlisten)                    | 13            |
| Países Bajos (Album Top 100)             | 3             |
| Finlandia (Suomen Virallinen Lista)      | 13            |
| Francia (SNEP)                           | 60            |
| Alemania (Offizielle Top 100)            | 9             |
| Hungría (MAHASZ)                         | 33            |
| Islandia (Plötutíðindi)                  | 11            |
| Irlanda (OCC)                            | 13            |
| Italia (FIMI)                            | 55            |
| Lituania (AGATA)                         | 4             |
| Nueva Zelanda (RMNZ)                     | 2             |
| Noruega (VG-lista)                       | 9             |
| Polonia (ZPAV)                           | 11            |
| Portugal (AFP)                           | 30            |
| Escocia (Scottish Albums Chart)          | 5             |
| España (PROMUSICAE)                      | 13            |
| Suecia (Sverigetopplistan)               | 16            |
| Suiza (Schweizer Hitparade)              | 14            |
| Reino Unido (UK Albums Chart)            | 4             |
| Estados Unidos (Billboard 200)           | 20            |
| Estados Unidos (Dance/Electronic Albums) | 1             |

## Lista de canciones
| Something to Give Each Other track listing |                                         |                 |          |  |
| N.º                                        | Título                                  | Producer(s)     | Duración |  |
| 1.                                         | «Rush»                                  | Zhone           | 2:36     |  |
| 2.                                         | «What's the Time Where You Are?»        | Görres          | 3:23     |  |
| 3.                                         | «One of Your Girls»                     | Görres          | 3:01     |  |
| 4.                                         | «In My Room» (con Guitarricadelafuente) | Görres          | 3:13     |  |
| 5.                                         | «Still Got It»                          | Görres          | 3:28     |  |
| 6.                                         | «Can't Go Back, Baby»                   | Görres          | 3:21     |  |
| 7.                                         | «Got Me Started»                        | Ian Kirkpatrick | 3:18     |  |
| 8.                                         | «Silly»                                 | Kirkpatrick     | 3:38     |  |
| 9.                                         | «Honey»                                 | Görres          | 3:26     |  |
| 10.                                        | «How to Stay with You»                  | Görres          | 3:16     |  |
| 32:40                                      |                                         |                 |          |  |

Notas
- Los primeros pedidos anticipados del álbum incluían la versión sencilla de «Rush» (2:36). Esta versión se cambió por la versión extendida cuando Sivan anunció la lista de canciones en las redes sociales.
- «Can't Go Back, Baby» contiene una muestra de «Back, Baby», escrita e interpretada por Jessica Pratt.
- «Got Me Started» contiene una muestra de «Shooting Stars», escrita por Chris Stracey y Jack Glass, interpretada por Bag Raiders.[39]
- «Silly» contiene una muestra de «Musica (E il resto scompare)» de Elettra Lamborghini.